# Zastava Portugala
Zastava Portugala, podijeljena je okomito na zeleni i crveni dio s jednostavnom inačicom nacionalnog grba. Omjer visine i širine je 2:3. Službeno je prihvaćena 30. lipnja 1911., zamjenjujući zastavu monarhije. Zelena boja predstavlja nadu, a crvena krv Portugalaca, koji su umrli braneći domovinu. 

## Vanjske poveznice
- Flags of the World